# Мудра Надія Павлівна

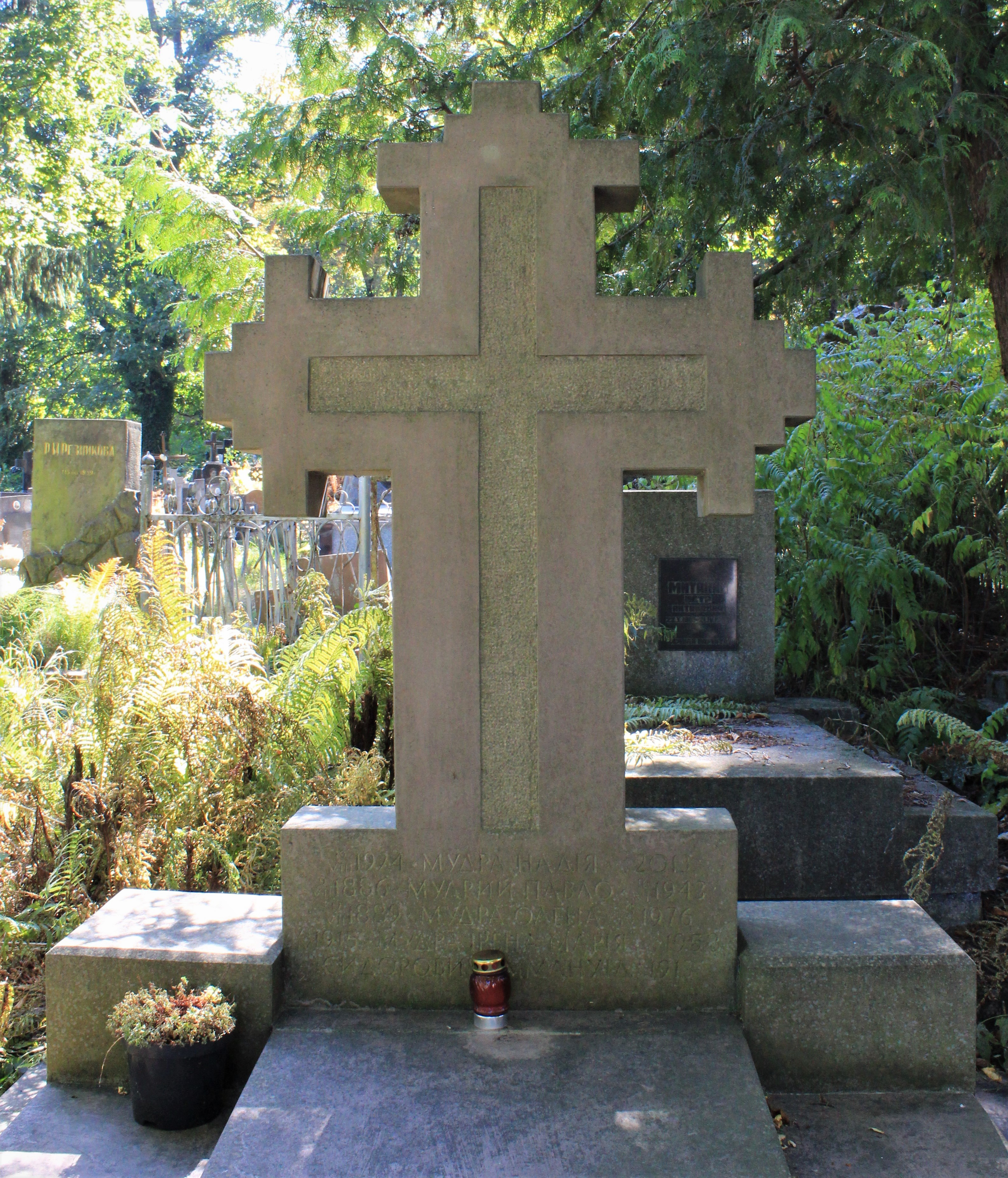
Надгробок на могилі Надії Мудрої.

Наді́́я Па́влівна Му́дра (псевдо Оксана; 19 серпня 1924, м. Коломия, нині Івано-Франківська область — 3 травня 2013, м. Львів) — українська учасниця національно-визвольного руху, громадська діячка. Племінниця Івана Крип'якевича.

## Життєпис
Надія Мудра народилася 19 серпня 1924 року в місті Коломиї Станиславівського воєводства (нині Івано-Франківська область).
Від 1934 — у Львові, де навчалася в гімназії товариства «Рідна школа» ім. Т. Шевченка, гімназії сестер-василіянок (1940) та Академічній гімназії (1943). Навчалася на хімічному факультеті Львівського політехнічного інституту. Закінчила біологічний факультет Львівського університету (1964). 
Учасниця пластового руху, а від 1941 — у Юнацтві ОУН. 9 липня 1941 року разом з урядом відновленої Української Держави була заарештована ґестапо, але згодом звільнена.
Була друкаркою в Боєвій управі дивізії «Галичина», потім працювала в канцелярії Львівського університету. Як членкиня ОУН вона керувала «трійкою» жіночої мережі Львова. Надія Мудра збирала все необхідне для підпілля (зокрема кошти, білизну та медикаменти), а також займалася переховуванням поранених вояків УПА. Заарештована 16 травня 1947 року, а 6 вересня того ж року її засудили до 10 років таборів суворого режиму і 3 років позбавлення громадянських прав із конфіскацією майна. Заслана на відбування покарання до Колими (РФ). Звільнена 1955 року на пожиттєве поселення без права виїзду із згаданого регіону. Реабілітована 1992 року.
Від 1956 — у Львові, де від 1957 року працювала в Інституті спадкової патології НАМНУ (Львів): науковий співробітник (1965), співробітник відділу науково-медичної інформації (2002).
Померла 3 травня 2013 року у Львові. Похована на 62 полі Личаківського цвинтаря.

### Громадська діяльність
Активна громадська діячка, зокрема була секретарем Львівського клубу політв'язнів та репресованих ім. М. Сороки (1990—1997) та Всеукраїнської ліги українських жінок (1995—2008).
Автор статтей у періодиці (серед яких спогади Галини Дидик, надруковані в журналі «Дзвін»); виконала графічне оформлення заставки до розділів альманаху творчості колишніх політв'язнів «Біль» (1990—1999, ред. Микола Дубас); упорядкувала біографічний довідник «Українська жінка у визвольній боротьбі 1940–1950 рр.» (2004, вип. 1; 2006, вип. 2; 2009, вип. 3).